# Elecciones regionales de La Libertad de 2002
Las elecciones regionales de La Libertad de 2002 se llevaron a cabo el 17 de noviembre de 2002 para elegir al presidente regional, al vicepresidente regional y al Consejo Regional para el periodo 2003-2006. La elección se celebró simultáneamente con elecciones regionales y municipales (provinciales y distritales) en todo el Perú.
Como resultado de esta elección, Homero Burgos Oliveros, candidato del Partido Aprista Peruano, obtuvo el 50.90% de votos válidos y resultó electo como presidente regional de La Libertad.

## Sistema electoral
El Gobierno Regional de La Libertad es el órgano administrativo y de gobierno del departamento de La Libertad. Está compuesto por el presidente regional, el vicepresidente regional y el Consejo Regional.
La votación del presidente, vicepresidente y consejo regional se realiza en base al sufragio universal, que comprende a todos los ciudadanos nacionales mayores de dieciocho años, empadronados y residentes en el departamento de La Libertad y en pleno goce de sus derechos políticos.
El Consejo Regional de La Libertad está compuesto por 12 consejeros elegidos por sufragio directo para un período de cuatro (4) años, en forma conjunta con la elección del presidente regional. La votación es por lista cerrada y bloqueada. Se asigna a la lista ganadora los escaños según el método d'Hondt o la mitad más uno, lo que más le favorezca.

## Partidos y candidatos
A continuación se muestra una lista de los principales partidos y alianzas electorales que participaron en las elecciones:
| Candidatura | Candidatura | Partidos y alianzas | Candidato | Candidato              | Ideología                                                          | Ref. |
| ----------- | ----------- | --- | --------- | ---------------------- | ------------------------------------------------------------------ | ---- |
|             | APRA        | Lista - Partido Aprista Peruano (APRA) |           | Homero Burgos Oliveros | Aprismo                                                            |      |
|             | UPP         | Lista - Agrupación Independiente Unión por el Perú - Frente Amplio (UPP)                                                                    |           | Luis Cabos Yépez       | Liberalismo Progresismo Socialdemocracia                           |      |
|             | PP          | Lista - Perú Posible (PP) |           | José León Rivera       | Socioliberalismo Democracia liberal Tercera vía                    |      |
|             | SP          | Lista - Somos Perú (SP) |           | Lorenzo Rosas Durand   | Democracia cristiana Conservadurismo social Liberalismo económico  |      |
|             | UN          | Lista - Unidad Nacional (UN) – Partido Popular Cristiano (PPC) – Solidaridad Nacional (SN) – Renovación Nacional (RN) – Cambio Radical (CR) |           | Rafael Risco Boado     | Democracia cristiana Conservadurismo Neoliberalismo                |      |
|             | MNI         | Lista - Movimiento Nueva Izquierda (MNI) |           | Margot Lozano Costa    | Marxismo-leninismo Mariateguismo Socialismo democrático            |      |
|             | APP         | Lista - Alianza para el Progreso (APP) |           | Manuel Llempén Coronel | Liberalismo económico Conservadurismo liberal Populismo de derecha |      |
|             | CCD         | Lista - Capacidad Ciudadana al Desarrollo (CCD)                                                                                             |           | César Campos Rodríguez | Regionalismo liberteño                                             |      |

## Resultados

### Sumario general
|                        |                                                                  |              |              |              |            |            |
| Partidos y coaliciones | Partidos y coaliciones                                           | Voto popular | Voto popular | Voto popular | Consejeros | Consejeros |
| Partidos y coaliciones | Partidos y coaliciones                                           | Votos        | %            | ±pp          | Total      | +/−        |
|                        | Partido Aprista Peruano (APRA)                                   | 329,043      | 50.90        | n/a          | 8          | n/a        |
|                        | Perú Posible (PP)                                                | 146,329      | 22.63        | n/a          | 3          | n/a        |
|                        | Alianza para el Progreso (APP)                                   | 68,111       | 10.54        | n/a          | 1          | n/a        |
|                        | Unidad Nacional (UN)                                             | 32,763       | 5.07         | n/a          | 0          | n/a        |
|                        | Capacidad Ciudadana al Desarrollo (CCD)                          | 21,458       | 3.32         | n/a          | 0          | n/a        |
|                        | Somos Perú (SP)                                                  | 20,779       | 3.21         | n/a          | 0          | n/a        |
|                        | Agrupación Independiente Unión por el Perú - Frente Amplio (UPP) | 14,894       | 2.30         | n/a          | 0          | n/a        |
|                        | Movimiento Nueva Izquierda (MNI)                                 | 13,109       | 2.03         | n/a          | 0          | n/a        |
|                        |                                                                  |              |              |              |            |            |
| Total                  | Total                                                            | 646,486      |              |              | 12         | n/a        |
|                        |                                                                  |              |              |              |            |            |
| Votos válidos          | Votos válidos                                                    | 646,486      | 86.47        | n/a          |            |            |
| Votos en blanco        | Votos en blanco                                                  | 45,066       | 6.03         | n/a          |            |            |
| Votos nulos            | Votos nulos                                                      | 56,084       | 7.50         | n/a          |            |            |
| Votos emitidos         | Votos emitidos                                                   | 747,636      | 82.97        | n/a          |            |            |
| Abstenciones           | Abstenciones                                                     | 153,443      | 17.03        | n/a          |            |            |
| Votantes registrados   | Votantes registrados                                             | 901,079      |              |              |            |            |
|                        |                                                                  |              |              |              |            |            |
| Fuente:                |                                                                  |              |              |              |            |            |

### Autoridades electas
| Cargo                                  | Autoridad electa | Autoridad electa            | Partido político | Partido político         |
| -------------------------------------- | ---------------- | --------------------------- | ---------------- | ------------------------ |
| Presidente Regional de La Libertad     |                  | Homero Burgos Oliveros      |                  | Partido Aprista Peruano  |
| Vicepresidenta Regional de La Libertad |                  | Eufrosina Santa María Rubio |                  | Partido Aprista Peruano  |
| Consejero Regional de La Libertad      |                  | Lucio Sánchez Ferrer Valle  |                  | Partido Aprista Peruano  |
| Consejero Regional de La Libertad      |                  | Ricardo González Rosell     |                  | Partido Aprista Peruano  |
| Consejero Regional de La Libertad      |                  | Pedro Díaz Camacho          |                  | Partido Aprista Peruano  |
| Consejero Regional de La Libertad      |                  | Jorge Lazo Isla             |                  | Partido Aprista Peruano  |
| Consejero Regional de La Libertad      |                  | Andrés Cava Villacorta      |                  | Partido Aprista Peruano  |
| Consejero Regional de La Libertad      |                  | Carlos Vásquez Navarro      |                  | Partido Aprista Peruano  |
| Consejera Regional de La Libertad      |                  | María Rondo Layza           |                  | Partido Aprista Peruano  |
| Consejero Regional de La Libertad      |                  | Luis Luperdi Brito          |                  | Partido Aprista Peruano  |
| Consejera Regional de La Libertad      |                  | Rosa Medina Huerta          |                  | Perú Posible             |
| Consejero Regional de La Libertad      |                  | Carlos Zavaleta Bohuytron   |                  | Perú Posible             |
| Consejero Regional de La Libertad      |                  | Roger Barrios Silva         |                  | Perú Posible             |
| Consejero Regional de La Libertad      |                  | Víctor Coronel Salirrosas   |                  | Alianza para el Progreso |